# 亚历山德拉·拉克拉贝尔
亚历山德拉·拉克拉贝尔（法語：Alexandra Lacrabère，1987年4月27日—），法国女子手球运动员。她曾代表法国国家队参加2008年、2012年、2016年和2020年夏季奥林匹克运动会手球比赛，获得一枚金牌和一枚银牌。